# Tomás de Mattos
Tomás de Mattos Hernández (Montevideo, 14 de octubre de 1947 - Tacuarembó, 21 de marzo de 2016) fue un escritor, columnista, profesor y abogado uruguayo y autor de cuentos y novelas, entre las que figuran ¡Bernabé, Bernabé! y La puerta de la misericordia.

## Biografía
Nacido en Montevideo, se radicó desde sus primeros días en Tacuarembó, donde en la década de 1960 integró el llamado Grupo de Tacuarembó, al que pertenecían una gran cantidad de artistas de distintos géneros de ese departamento. Entre ellos se encontraban Eduardo Milán, Numa Moraes, Eduardo Darnauchans, Eduardo Larbanois, Carlos da Silveira, Eduardo Lago, Julio Mora, Enrique Rodríguez Viera, Víctor Cunha, Washington Benavides y Carlos Benavides.
Luego de culminar los estudios secundarios se trasladó a Montevideo para cursar en la Facultad de Derecho, de donde se graduó en 1975. Posteriormente, retornó a Tacuarembó.
En 1964, a los diecisiete años, ganó el premio Shakespeare por su trabajo sobre Hamlet. Empezó a dar a conocer sus textos narrativos en Marcha, La Mañana y Época. A los 18 años empezó a ser más conocido en el mundo literario a partir de que Ángel Rama incluyera dos relatos suyos en su antología Aquí, cien años de raros, junto a Felisberto Hernández, Marosa di Giorgio y el Conde de Lautréamont.
Ejerció la docencia de literatura en el periodo 1973-1984.
Su novela ¡Bernabé, Bernabé!, sobre la muerte de Bernabé Rivera luego de la Matanza del Salsipuedes, obtuvo el premio Bartolomé Hidalgo, el premio del Ministerio de Educación y Cultura, el de la Intendencia Municipal de Montevideo y el premio Fraternidad. Asimismo, se convirtió en un éxito de ventas permanente a lo largo del tiempo, con más de 23 000 ejemplares vendidos en la primera década de su publicación. Fue considerada por la crítica como una de las novelas más significativas de la nueva literatura uruguaya.
En 2002 se editó su novela La puerta de la misericordia, una recreación del relato bíblico sobre la vida de Jesús. En 2010 publicó El hombre de marzo. La búsqueda, novela histórica sobre la vida de José Pedro Varela.
Fue director de la Biblioteca Nacional de Uruguay entre 2005 y 2010. Mientras se desempeñó en el cargo discontinuó su labor creativa.
Fue académico emérito de la Academia Nacional de Letras del Uruguay y columnista de la revista semanal Caras y Caretas.
Falleció el 21 de marzo de 2016, a los 68 años.

## Obra

### Cuentos
- Libros y perros (1975)
- Trampas de barro (Alfaguara, 1983)
- La gran sequía (1984)
- Vida de gallos (Alfaguara, 2016) póstumo

### Novelas
- ¡Bernabé, Bernabé! (1988)
- La fragata de las máscaras (Santillana, 1996)
- A la sombra del paraíso (1998)
- Cielo de Bagdad (2001)
- Ni Dios permita (2001)
- La puerta de la misericordia (Ediciones del viento, 2002)
- El hombre de marzo. La búsqueda (Alfaguara, 2010)
- El hombre de marzo. El encuentro (Alfaguara, 2013)
- Don Candinho o las doce orejas (Alfaguara, 2014)